# Донецкий трамвай

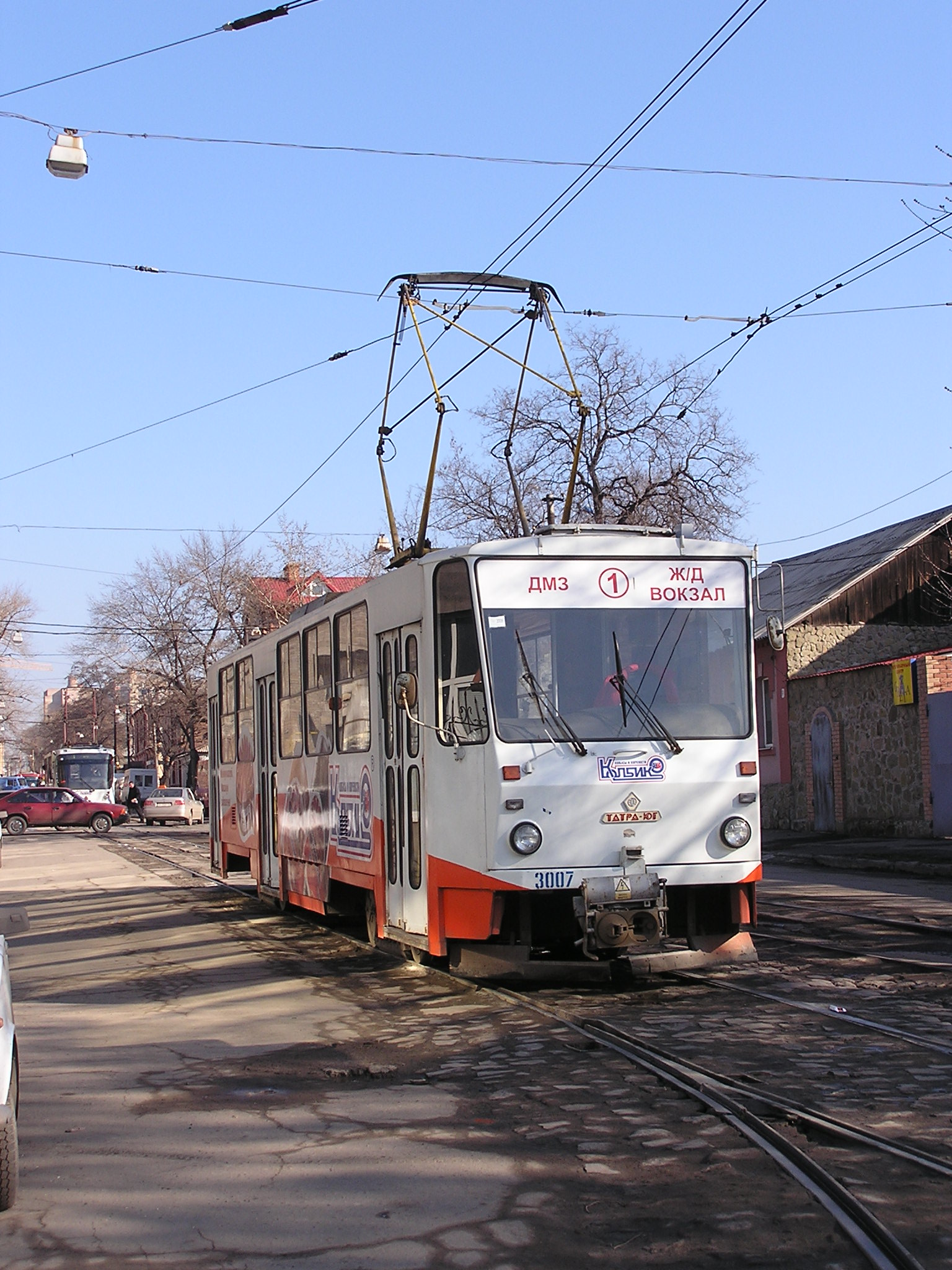
Татра-Юг

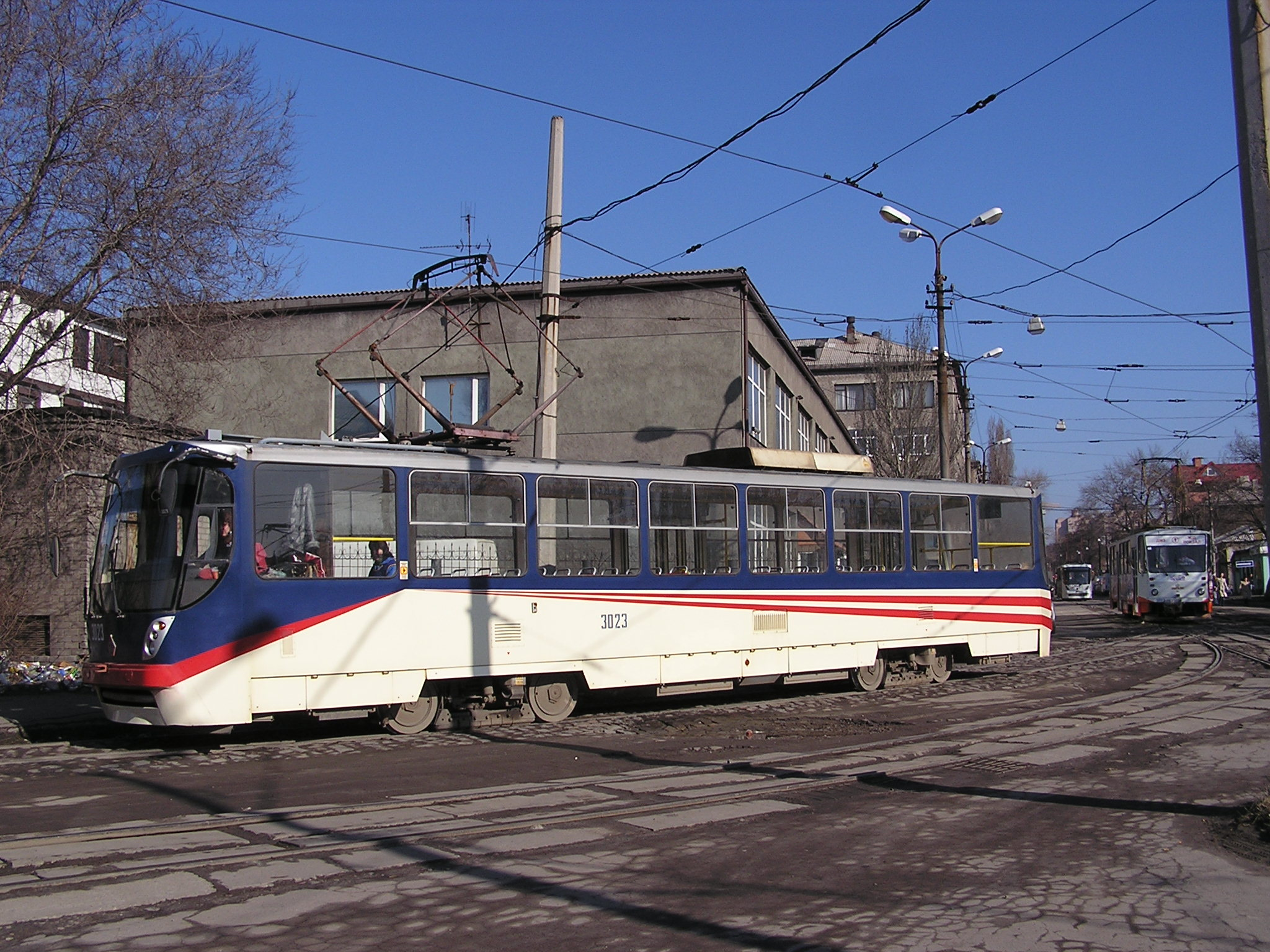
Татра-Юг на базе стандартного кузова Татра Т3М с изменённой передней частью

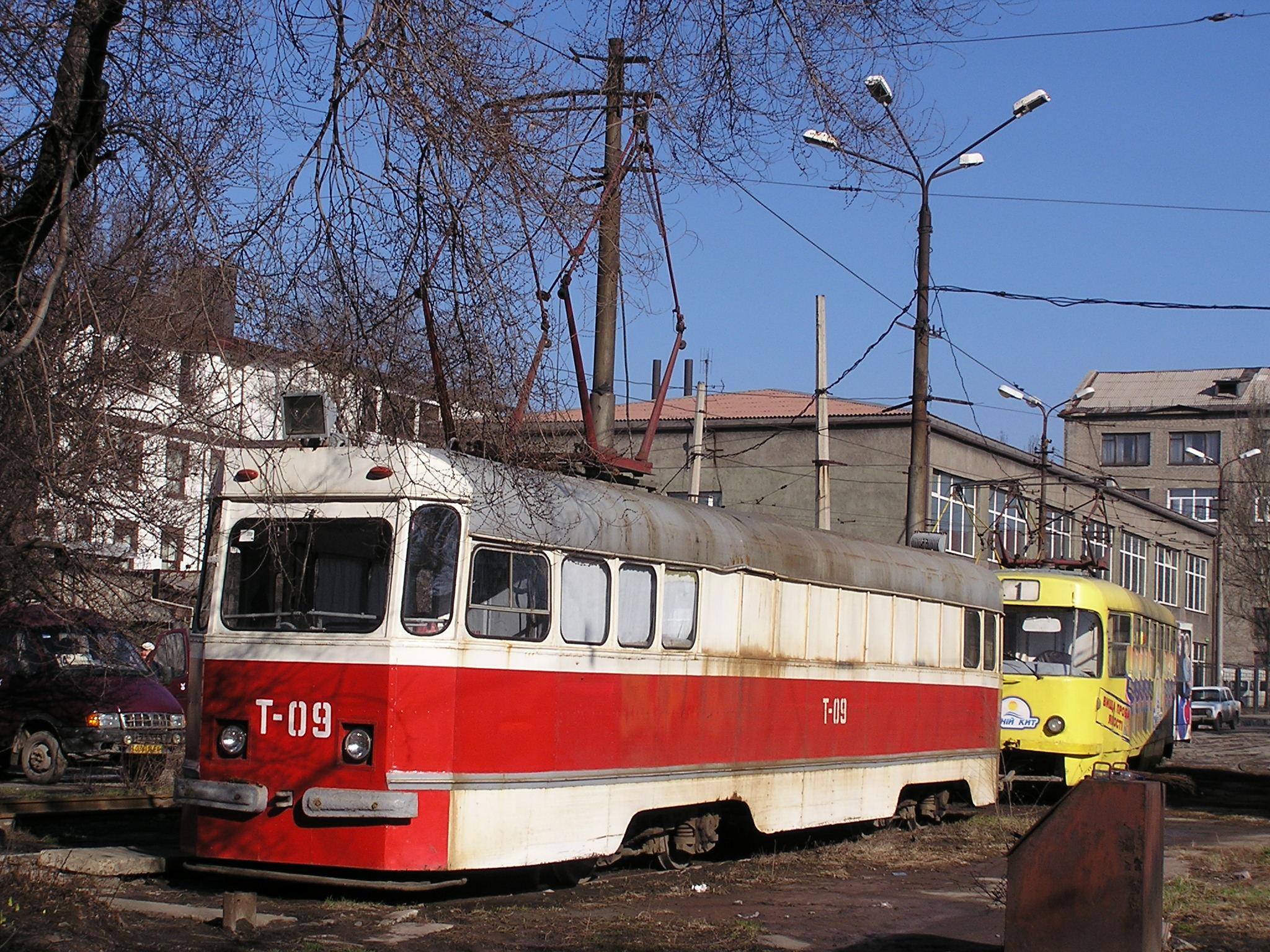

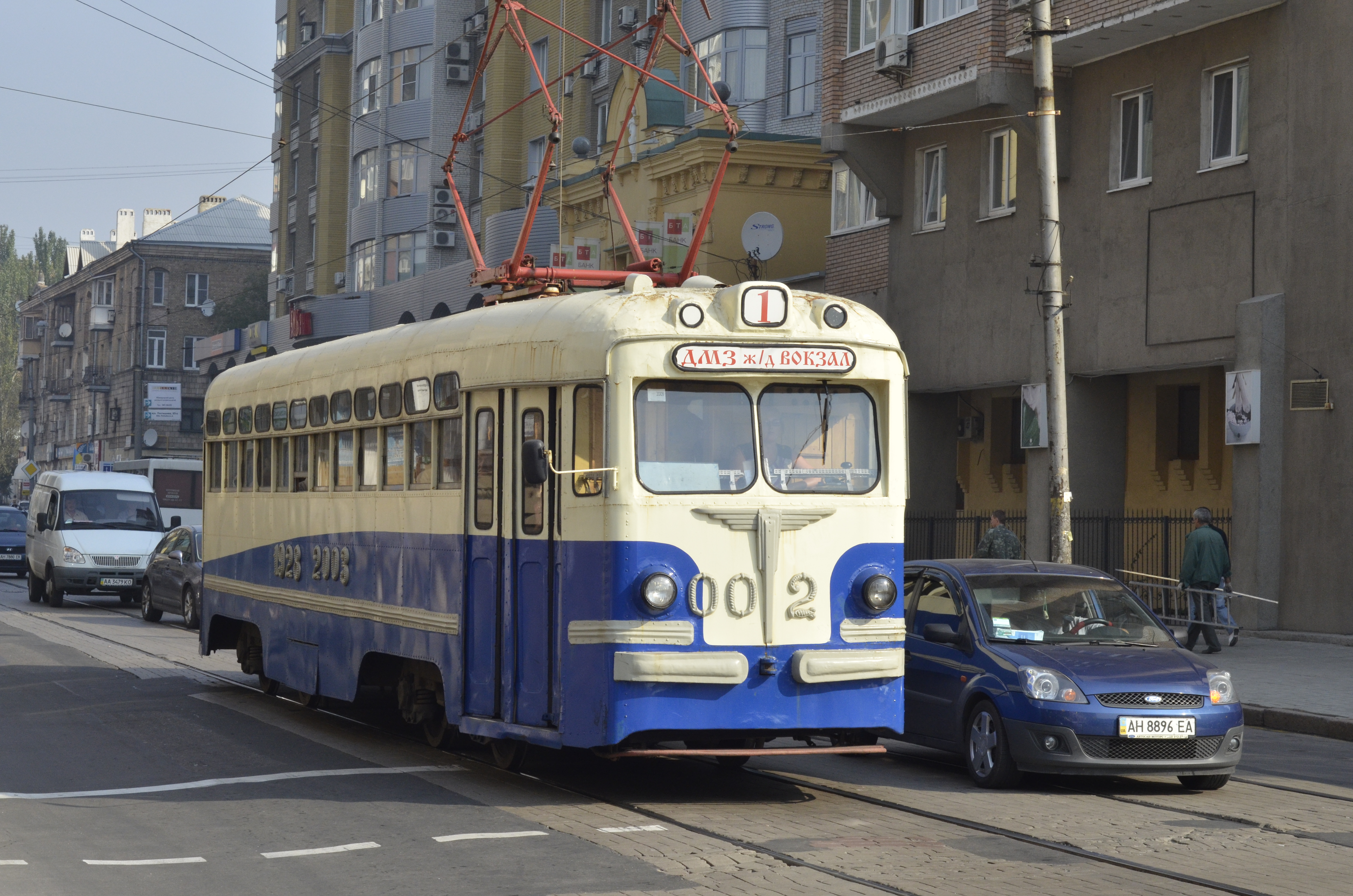
МТВ-82

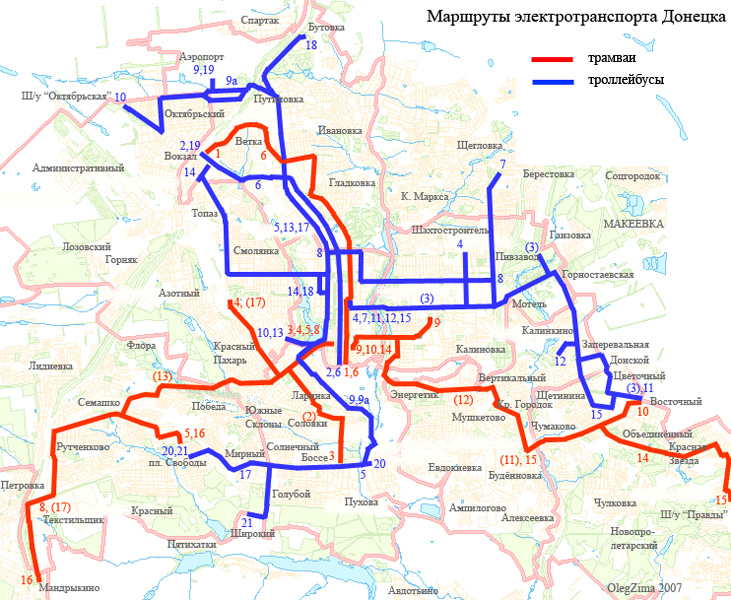
Трамвайные и троллейбусные маршруты

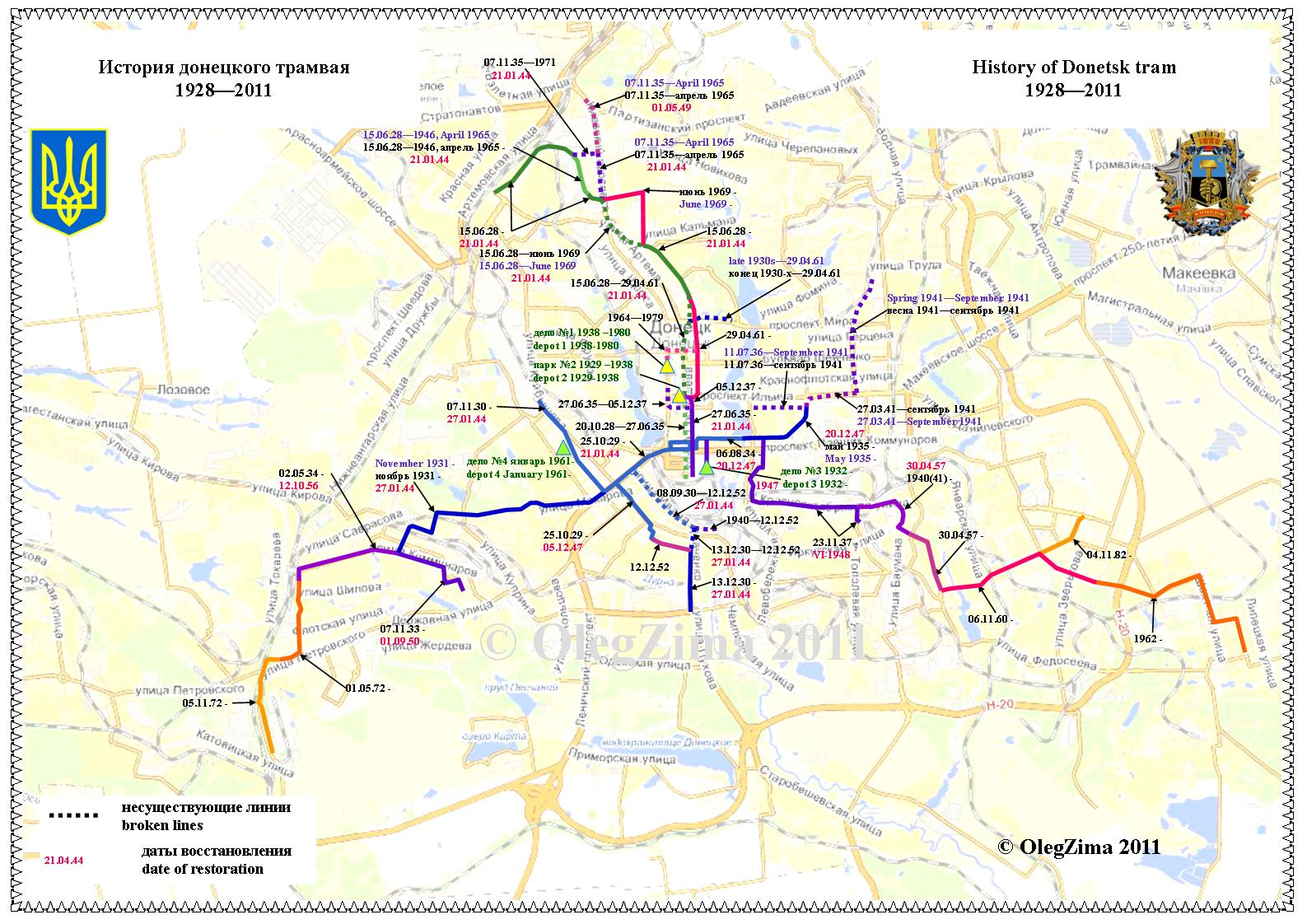
История маршрутов донецкого трамвая

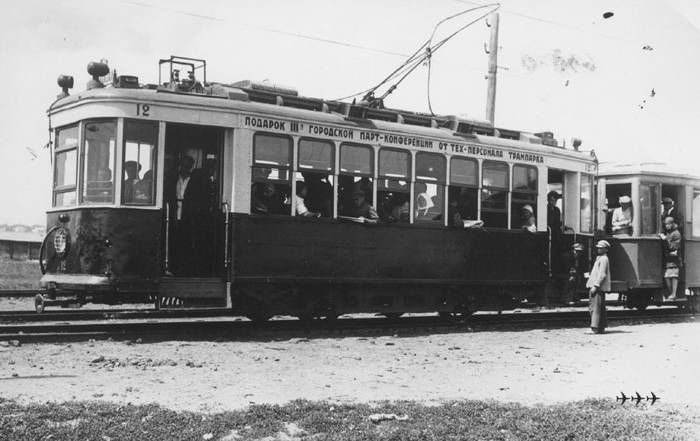
Трамвай, подаренный Сталино участниками партконференции в 1932 году

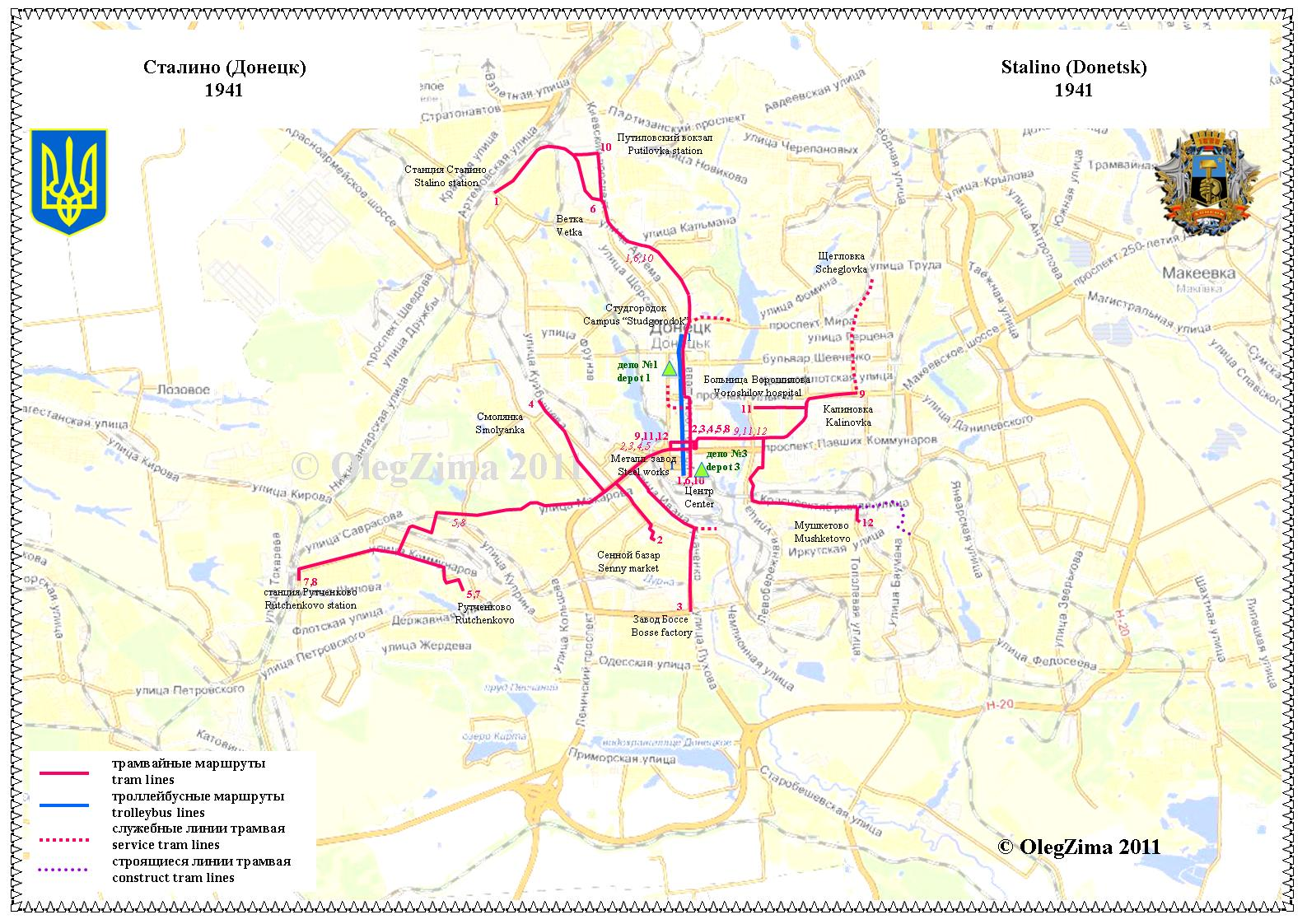
Маршруты трамвая г. Сталино в 1941 году

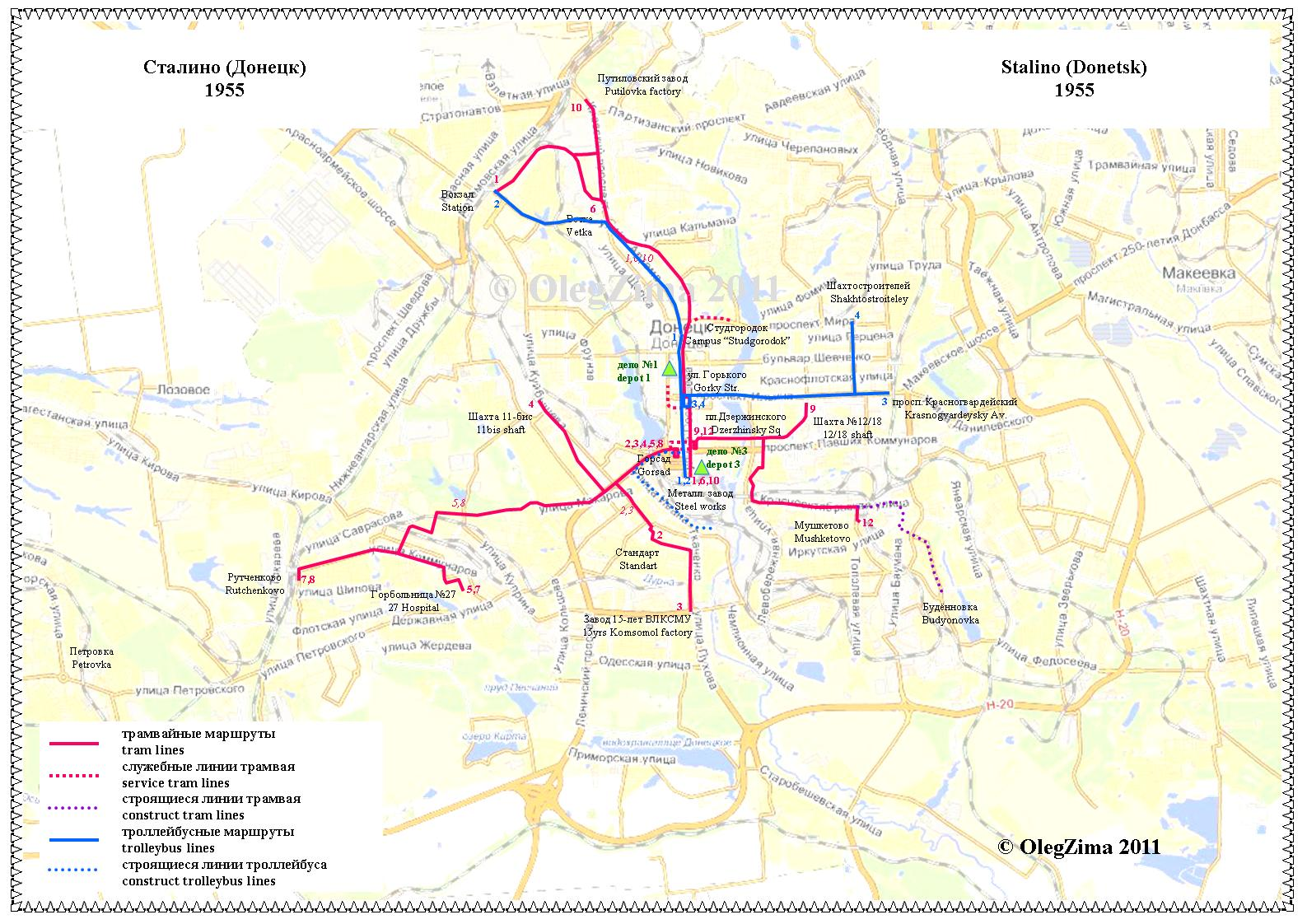
Маршруты трамвая г. Сталино в 1955 году

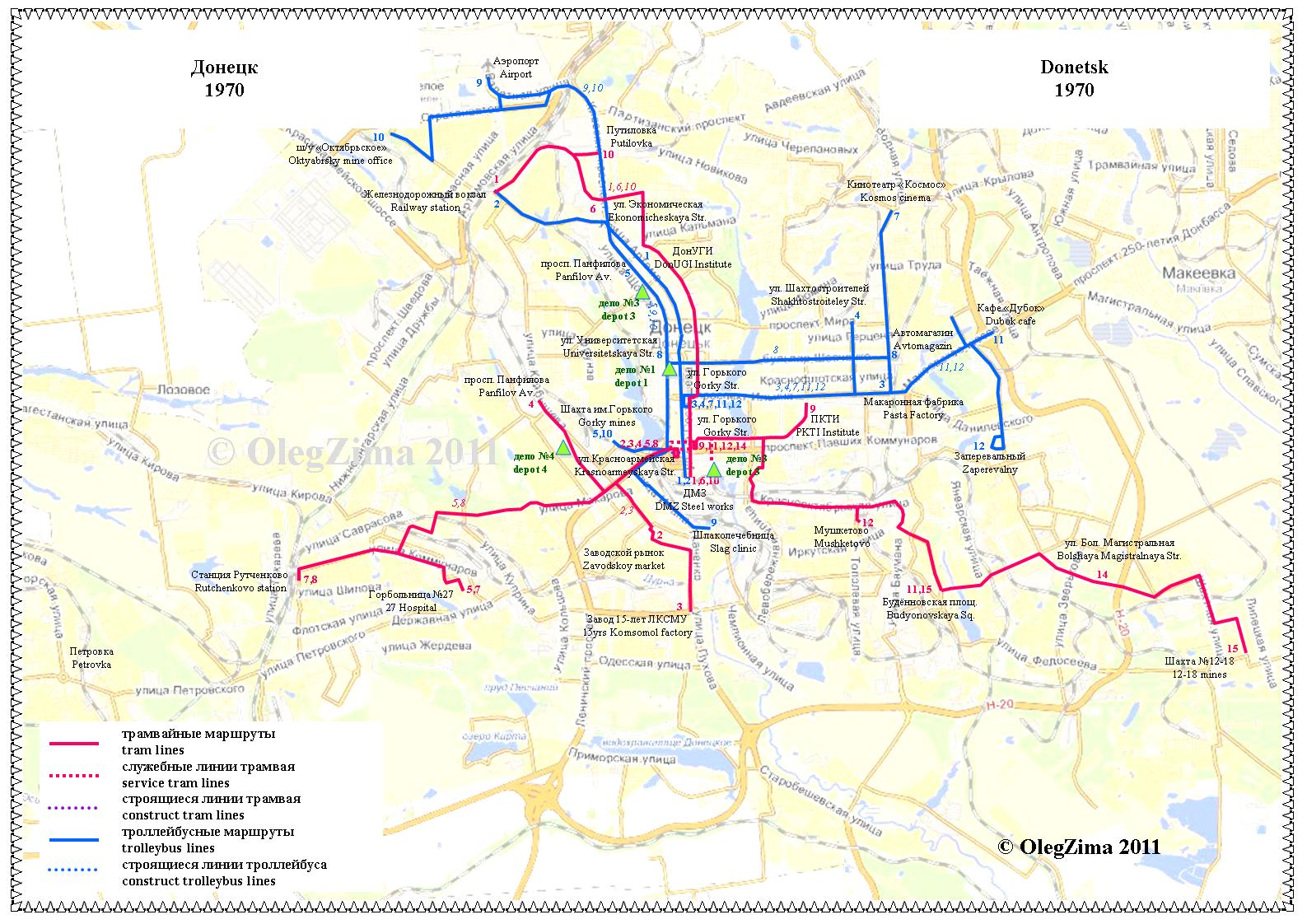
Маршруты трамвая г. Донецк, 1970 г.

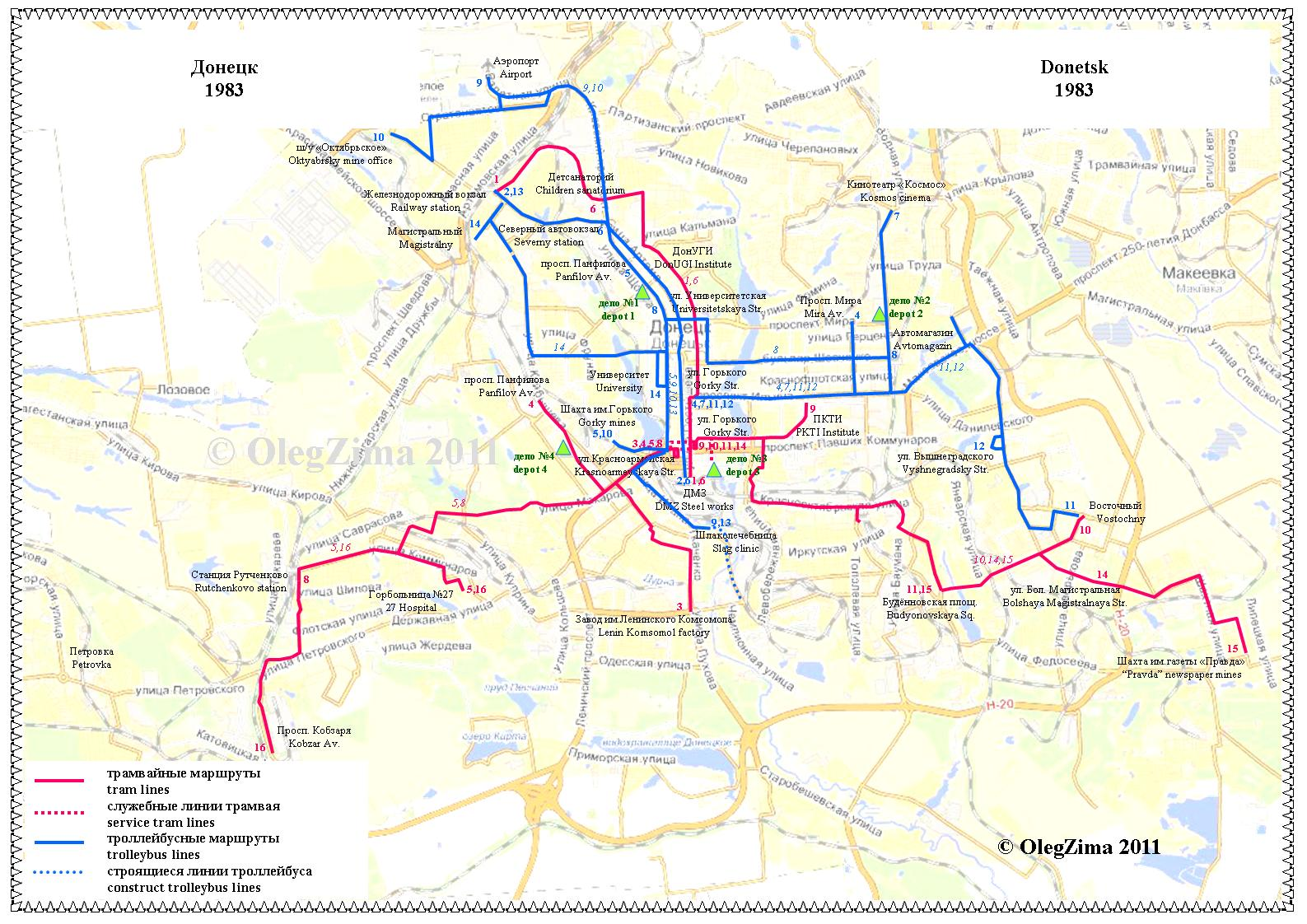
Маршруты трамвая г. Донецк, 1983 г.

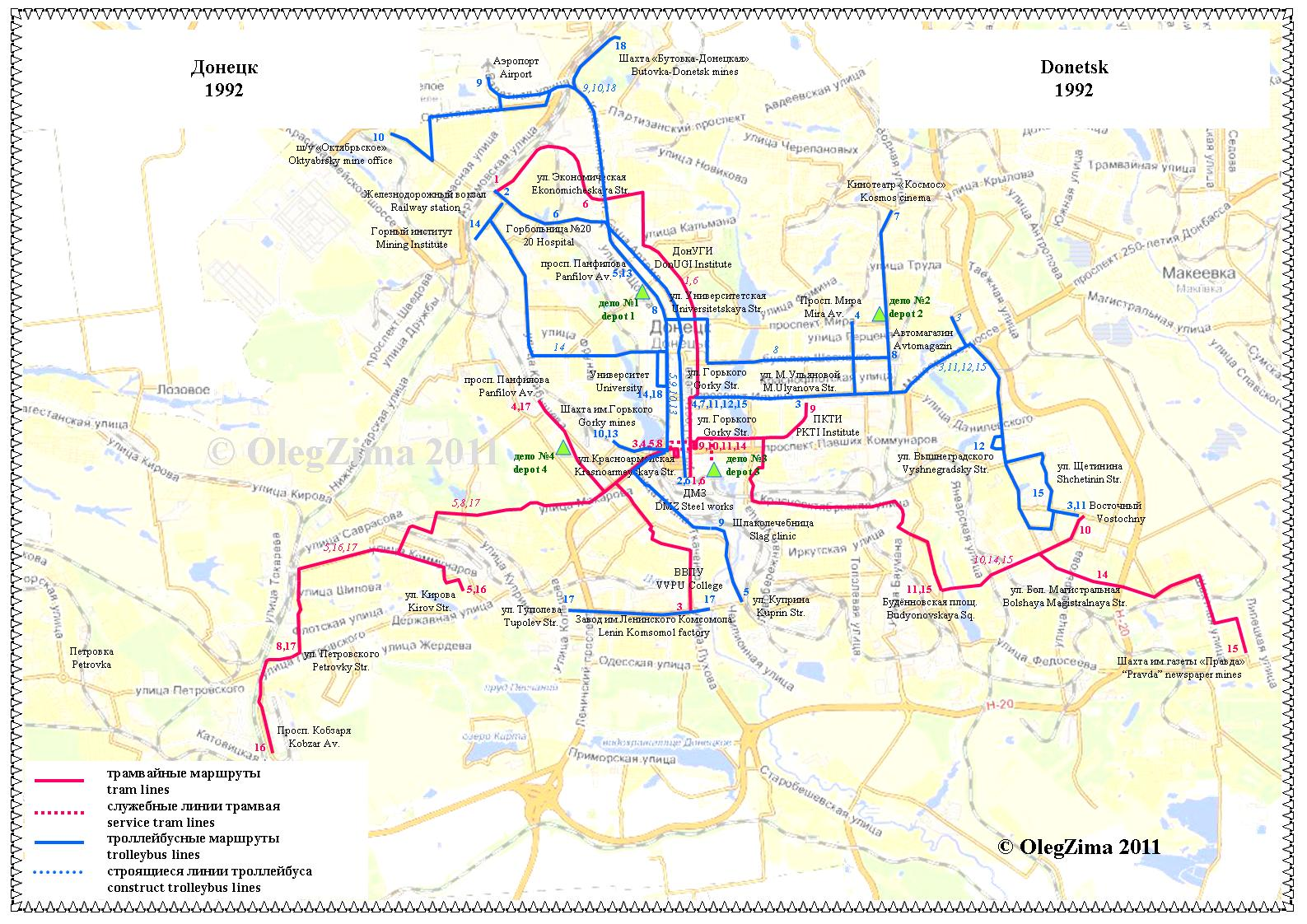
Маршруты трамвая г. Донецк, 1992 г.

Донецкий трамвай (укр. Донецький трамвай) — вид общественного транспорта в городе Донецке. Открыт 15 июня 1928 года. По состоянию на 2020 год имеется 12 маршрутов, 129,5 км сети, 2 депо и 160 вагонов.

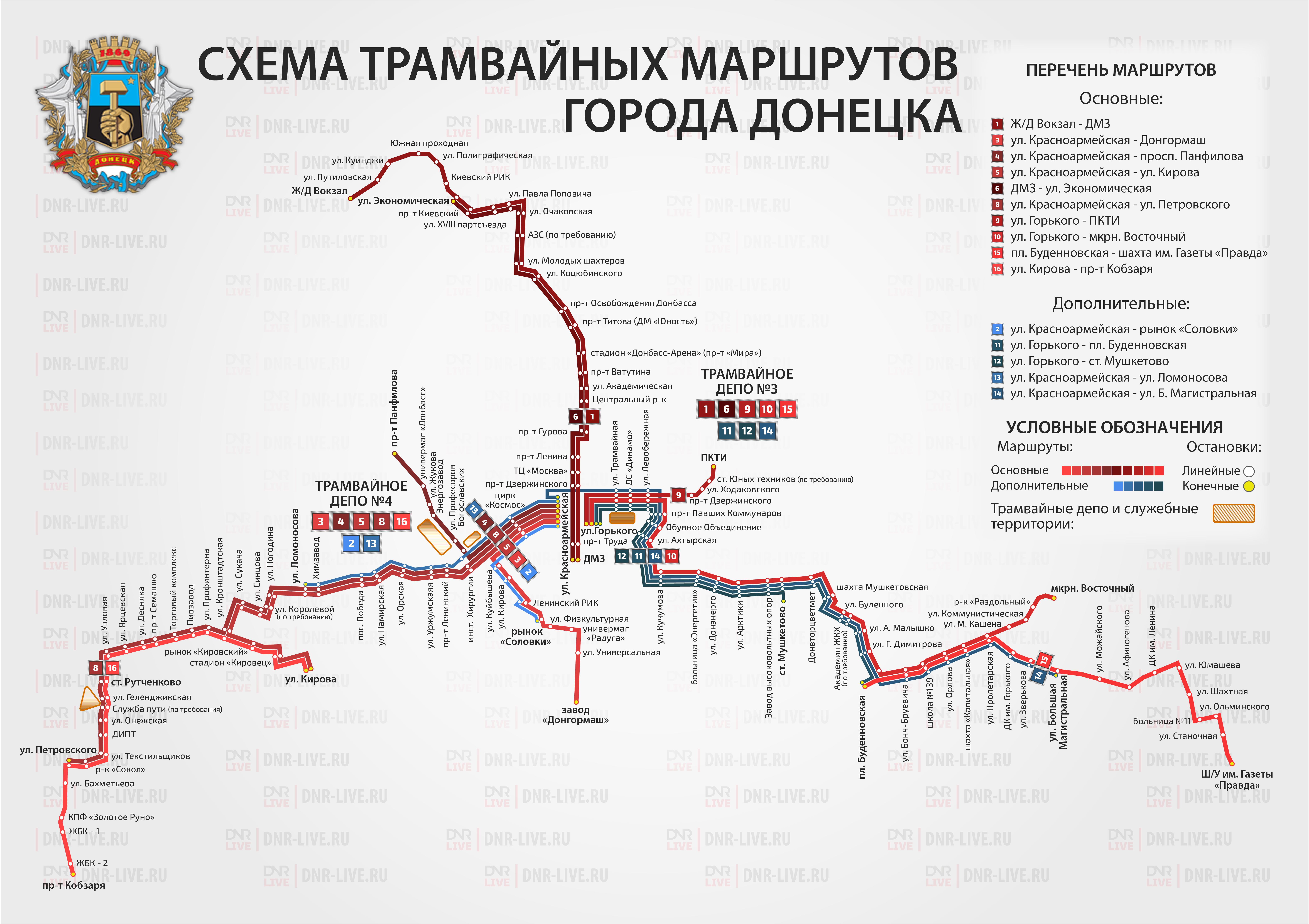
Схема трамвайных маршрутов г. Донецка на момент 2017 г.

## Маршруты
- 1 ДМЗ — Ж/Д Вокзал
- 3 Ул. Красноармейская — з-д Донгормаш (Мкр-н «Боссе»)
- 4 Ул. Красноармейская — Пр. Панфилова (Мкр-н «Смолянка»)
- 5 Ул. Красноармейская — Ул. Кирова
- 8 Ул. Красноармейская — Ул. Петровского (редко может быть сокращён до ост. «Ж/Д станция „Рутченково“»)
- 9 Ул. Горького — ПКТИ
- 10 Ул. Горького — Мкр-н «Восточный»
- 15 Ул. Будённого — Шахта № 12/18
- 16 Ул. Кирова — Просп. Кобзаря

Дополнительные маршруты (используются для укорачивания основных)
- 2 Ул. Красноармейская — Рынок «Соловки» (вместо него очень редко сокращённую дистанцию проходит трамвай № 3, не меняя трафарет)
- 6 ДМЗ — Ул. Экономическая (сокращённый маршрут № 1)
- 12 Ул. Горького — Ж/Д станция «Мушкетово» (сокращённый маршрут № 10)
- 13 Ул. Красноармейская — Ул. Ломоносова (сокращённый маршрут № 8)
- 14 Ул. Горького — Ул. Большая Магистральная (сокращённый маршрут № 10, № 15)

Отменённые маршруты
- 7 Ул. Кирова — Ж/Д станция «Рутченково» (отменён после появления маршрута № 16)
- 11 Ул. Горького — Пл. Будённого (сокращённый маршрут № 10)
- 17 Ул. Петровского — Пр. Панфилова (Мкр-н Смолянка) (отменён в 1997—2001 гг.)

Источник: http://transphoto.ru/city/38/

## История трамвая
2 марта 1927 года Сталинский горисполком прорабатывает вопрос о целесообразности трамвайной линии в городе. А уже с 15 июня 1928 года начал действовать первый трамвай (8 км пути), связавший центр города с железнодорожным вокзалом («Совбольница-Станция Сталино»). Для разработки проекта трамвая (тогда называли «городская железная дорога») в январе 1926 года Сталинский окружной отдел местного хозяйства заключил договор с Донецким техникумом имени Артема. Руководителем проекта назначили профессора Панявского. В мае 1926 года начались земляные работы, в августе приступили к сооружению мостов. Трамвайное хозяйство состояло из 8 вагонов: 4 моторных и 4 прицепных. Вагоны были оборудованы по образцу московских: раздельные скамьи со спинками, электрическое освещение, вентиляция и прочее. Имелся тяжеловесный деревянно-металлический кузов, кабина водителя не было отгорожена от пассажирского салона, двери закрывались вручную. Первый вагон запускался от Совбольницы (на нынешней площади Ленина) в 5 утра, последний отходил от железнодорожной станции Сталино (в настоящее время вокзал) в 20:45. Остановок первоначально было 4: Совбольница, Ветка, Путиловка, Вокзал. Маршрут был одноколейным. Стоимость проезда зависела от конечной точки следования пассажира: от Совбольницы до Ветки, например, она составляла 20 копеек, проезд по всему маршруту обходился в 25 копеек.
Планировалось, что в ближайшем времени после окончания работ по прокладке пути в городе, трамвай будет заходить на первую и вторую линии Сталино, что и было сделано 20 октября 1928 года, когда линия была продлена ещё на 3 км — до металлургического завода («Завод имени Сталина — Станция Сталино») по первой линии (сейчас — ул. Артёма) до здания бывшего цирка.
25 октября 1929 года вступил в строй трамвайный маршрут № 2 «Центр — Стандарт». 8 сентября 1930 года — маршрут № 3 «Центр — Масловка». 7 ноября 1930 года — маршрут № 4 «Центр — Смолянка». 11 декабря 1930 года продлён маршрут № 3 «Центр — Машиностроительный завод им. Боссе». В ноябре 1931 года появился маршрут № 5 «Центр — Шахта № 17-17-бис» (в посёлок Рутченково). Таким образом, к концу 1931 года уложены рельсы на современных 1, 2, 3, 4, 5 трамвайных маршрутах: город был связан с Ветковским, Сталинским, Смоляниновским райгорсоветами, Сталинским заводом и Григорьевским сельсоветами.

### Маршруты по состоянию на1 января1932 года
- 1 Завод имени Сталина (Старый цирк) — станция Сталино
- 2 Центр (ул. Садовая) — Стандарт (Сенной Базар)
- 3 Центр (Банк) — Машиностроительный завод им. Рыкова (ранее — Боссе)
- 4 Центр (ул. Садовая) — посёлок Смолянка
- 5 Центр — Шахта № 17-17-бис

В 1931 году трамвайное хозяйство, до этого входившее в объединённые коммунальные службы города, отделилось и стало называться «Сталинская городская железная дорога». 7 ноября 1933 года трамвайный маршрут № 5 продлён от шахты № 17-17-бис до дворца культуры имени Кирова (центр пос. Рутченково) «Центр — Рутченково». Позже появился маршрут № 6 — сокращённая № 1: «Завод имени Сталина — Студгородок», до Студгородка продлён маршрут № 4 «Студгородок — Смолянка». 2 мая 1934 года открытая новая ветка от посёлка Рутченково до станции Рутченково позволила открыть сразу 2 маршрута: № 7 «посёлок Рутченково (Коксохимзавод) — станция Рутченково» и № 8 «Центр — станция Рутченково».
6 августа 1934 года в связи с открытием новой линии от центра по проспекту Дзержинского (Пожарного) до дамбы было изменено движение трамваев в центре города, так конечной 2, 3, 4, 5, 8 маршрута стала остановка площадь Дзержинского (Пожарная), таким образом эти маршруты при движении пересекали первую линию, по которой от конечной «Металлургический завод» шли марщруты № 1, 6. Конечной нового 9 маршрута стал «Горсад»: «Горсад — Дамба».
7 ноября 1934 году трамваю вернули вторую колею (и электрифицировали её) по 1-му маршруту, используемую до того, как грузотранспортная для строительства промышленных предприятий.
В мае 1935 года маршрут № 9 продлён от дамбы через реку Кальмиус до шахты № 5-6 имени Калинина: «Горсад — Шахта № 5-6 им. Калинина». 7 ноября 1935 года появился маршрут № 10 «Ветка — Завод имени Коваля» (в дальнейшем — Путиловский завод), позже продлён до центра (Завод имени Сталина).
27 июня 1935 года трамвайные рельсы были перенесены в связи с окончанием реконструкции 7-й линии от Завода имени Сталина до Больничного проспекта (сейчас проспект Гринкевича) с первой линии на седьмую — Новомартеновскую улицу (сейчас — ул. Постышева).

### Маршруты по состоянию на1 января1936 года
- 1 Завод имени Сталина — станция Сталино
- 2 9-я линия (пл. Дзержинского) — Сенной базар (Стандарт)
- 3 9-я линия (пл. Дзержинского) — Машиностроительный завод им. Боссе (бывший — имени Рыкова)
- 4 9-я линия (пл. Дзержинского) — посёлок Смолянка
- 5 9-я линия (пл. Дзержинского) — посёлок Рутченково (Коксохимзавод)
- 6 Завод имени Сталина — Студгородок
- 7 станция Рутченково — посёлок Рутченково (Коксохимзавод)
- 8 9-я линия (пл. Дзержинского) — станция Рутченково
- 9 Горсад — Шахта № 5-6 им. Калинина (посёлок Калиновка)
- 10 Ветка — Путиловский завод

В 1936 году для разгрузки центральных улиц маршруты Ларинской стороны (№ 2, 3, 5, 8) больше не пересекали 1-ю линию, а разворачивались у Горсада. Исключением стал маршрут № 4, который несколько позже был продлён до Студгородка.
11 июля 1936 года продолжена линия в посёлке Калиновка до Больницы имени Ворошилова (позже — имени Калинина, сейчас — ДОКТМО) и открыт маршрут № 11 «Горсад — Больница имени Ворошилова», таким образом маршрут № 9 стал коротким аналогом маршрута № 11. 23 ноября 1937 года трамвай пошёл до станции Мушкетово (маршрут № 12), проложено 8,6 км трамвайного пути. 5 декабря 1937 года изменено движение трамваев возле Совбольницы: рельсы были перенесены с Больничного проспекта на проспект Металлургов (Гурова), таким образом они огибали Совбольницу с востока и севера, а не с юга и запада.
В 1936 году окончено строительство (велось с 1931 года) первого в городе депо на 13-й линии (сейчас — ул. Трамвайная).
В 1939 году в районе Соцгородка (на месте нынешней областной администрации) построено здание второго трампарка (официальное открытие 3 января 1940 года), имеющее до 1980 года название «Центральный трамвайный парк № 1». Протяженность трамвайных маршрутов составляла уже 70 километров, а в трамвайном хозяйстве насчитывалось 125 вагонов.
В 1940 году начато строительство пути от Мушкетово до Будённовки, а с мая 1940 год до самой войны строили трамвайную ветку «Калиновка-Щегловка», объединяющую трамвайные системы Сталино и Макеевки. Оба проекта не закончены до войны, хотя участок «Шахта имени Калинина — Молокозавод» (ныне не существует) был открыт ещё 27 марта1941 года и им был продлён маршрут № 9

### Маршруты по состоянию на22 июня1941 года
- 1 Металлургический завод — станция Сталино
- 2 пл. Дзержинского — Сенной базар (как и № 3 обслуживал Сталинозаводской район Сталино — Ларинка, Стандарт, Масловка — современный Ленинский район)
- 3 пл. Дзержинского — Машиностроительный завод им. Боссе
- 4 Студгородок — посёлок Смолянка (обслуживал Куйбышевский район Сталино — Смоляниновка)
- 5 пл. Дзержинского — посёлок Рутченково (обслуживал Кировский район Сталино — Рутченково, бывший Григорьевский сельсовет)
- 6 Металлургический завод — Ветка (короткий маршрут № 1)
- 7 станция Рутченково — посёлок Рутченково (Коксохимзавод)
- 8 пл. Дзержинского — станция Рутченково
- 9 Горсад — Молокозавод (как и № 11 обслуживал бывший посёлок Рыковка, сейчас центр Калининского района)
- 10 Металлургический завод — Путиловский вокзал
- 11 Горсад — Больница имени Ворошилова
- 12 пл. Дзержинского — станция Мушкетово (обслуживал Будённовский район Сталино — бывший Евдокимовский сельсовет и Мушкетово)

### Военный период
Во время захвата города фашистскими войсками практически вся трамвайная сеть была разрушена. Немецкой оккупационной власти удалось к маю 1942 года восстановить лишь часть трамвайного хозяйства: вначале короткий № 6, а с августа 1943 года полностью маршрут № 1 (от Металлургического завода до Студгородка и станции Юзовка соответственно) по прежнему маршруту и маршруты № 3, 4 от путепровода возле современного Южного автовокзала (Ларинский мост) до Ивановки (завод Боссе) и Дурной Балки (Смолянки) соответственно до прежних конечных. К середине июля 1943 года в Сталино действовали 5 трамвайных маршрутов. За первые три месяца работы были перевезены трамваем 1 817 300 человек.
Комендант Сталино Ленц поблагодарил бургомистра Андрея Эйхмана «за большую и полезную работу, проделанную в трудных условиях военного времени по восстановлению трамвайно-троллейбусного хозяйства и движения и других важных отраслей городского хозяйства».

### Послевоенное восстановление
После войны происходило восстановление трамвайного хозяйства. 18 января 1944 года состоялся пробный рейс по 6-му маршруту. 21 января 1944 года открыли после реконструкции линию до вокзала (маршрут № 1). 27 января 1944 года трамваи пошли на Смолянку, завод имени Ленинского Комсомола (по ул. Ивана Ткаченко), Коксохимзавод (до ул. Ломоносова, сейчас — около Донецкой областной психоневрологической больницы пос. Победа). До декабря 1944 года маршруты № 3, 4 и 5 ходили только до Ларинского моста.

### Маршруты по состоянию на1 января1945 года
- 1 Металлургический завод — Станция Сталино (Вокзал)
- 3 Горсад — завод имени 15-летия ВЛКСМУ (ранее — машиностроительный завод им. Боссе)
- 4 Горсад — Смолянка
- 5 Горсад — Коксохимзавод

С 1946 по 1965 год часть линии 1-го маршрута от Ветки до поворота на ул. Полиграфическую не функционировала: трамваи шли по нынешнему Киевскому проспекту и ул. Полиграфической, а дальше выезжали на Путиловскую улицу до Вокзала. 5 декабря 1947 года восстановлен трамвайный маршрут № 2 до Заводского рынка (ранее — Стандарт). 20 декабря 1947 года была построена плотина Кальмиусского водохранилища по проспекту Дзержинского — трамваи до Калиновки пошли по новой плотине (маршрут № 9 дошёл до кольца у Шахты 12/18, дальше — до Молокозавода — линию уже не восстанавливали). До 24 апреля 1948 года все линии в Сталино были одноколейными, пока не открыли вторую колею на 1-м маршруте. В июне 1948 года (по другим данным в 1952 году) восстановлен трамвайный маршрут № 12, а за 1950—1953 годы была закончена прокладка второй колеи от Безалкогольного завода до станции Мушкетово. 1 мая 1949 года продлена трамвайная линия от Путиловки до Аэропорта по современному Киевскому проспекту (без пересечения железнодорожного полотна у Путиловского моста). 1 сентября 1950 года восстановлена линия от ул. Ломоносова (Коксохимзавода) до ул. Кирова (Горбольницы № 27) длиной 9,6 км, сокращённый маршрут до ул. Ломоносова получил номер 13. 12 декабря 1952 года изменено движение в Сталинозаводском районе: демонтированы трамвайные пути по улице Ивана Ткаченко, а маршрут № 3 пошёл по ул. Куйбышева (дублируя до Заводского рынка маршрут № 2), а затем по вновь построенному отрезку по ул. Футбольной до окончания ул. Ивана Ткаченко, таким образом конечные остановки 3-го маршрута не изменились.

### Маршруты по состоянию на1 января1955 года
- 1 Металлургический завод — Железнодорожный вокзал
- 2 Горсад — Заводской Рынок (Стандарт)
- 3 Горсад — завод имени 15-летия ВЛКСМУ (Ленинского Комсомола Украины)
- 4 Горсад — Шахта 11-Бис (посёлок Смолянка)
- 5 Горсад — Горбольница № 27 (ул. Кирова)
- 6 Металлургический завод — Ветка
- 9 Площадь Дзержинского — шахта 12/18 (посёлок Калиновка)
- 10 Металлургический завод — Путиловский завод (ранее — Путиловский вокзал)
- 12 Площадь Дзержинского — станция Мушкетово
- 13 Горсад — ул. Ломоносова (Коксохимзавод)

В 1956 году проводился ремонт и реконструкция трамвайного пути по маршруту № 3. 12 октября 1956 года восстановлена линия до станции Рутченково («вернулись» маршруты № 7,8). 30 апреля 1957 года трамвайное сообщение с центром города появилось на Будённовской площади — центре тогдашнего Пролетарского района (11 маршрут: «Площадь Дзержинского — площадь Будённовская») — проложено 18,2 км. В январе 1961 года построено трамвайное депо № 4, обслуживающее маршруты, идущие с Горсада (ул. Красноармейской): 2, 3, 4, 5, 8, 13. В ночь с 28 на 29 апреля 1961 года трамвайное движение первого маршрута перенесено с ул. Артёма на ул. Челюскинцев (рельсы оставались, по другим данным, до 1964 года). 6 ноября 1960 года проложены рельсы от Будённовской площади до посёлка шахты № 8-9 (ул. Большая Магистральная), пущен трамвайный маршрут № 14 «Площадь Дзержинского — Большая Магистральная ул.». В 1962 году проложены 9,4 км трамвайного полотна от Большой Магистральной улицы до шахты № 12-18 имени газеты «Правды», пущен маршрут № 15 «Площадь Будённовская — Шахта № 12-18 имени газеты „Правда“». В апреле 1965 года состоялся демонтаж трамвайного полотна по всей длине Киевского проспекта, трамваи теперь пересекали проспект, направляясь на вокзал и Путиловку (правый поворот после Ветки). В июне 1969 года трамвайное полотно перенесено с части ул. Артёма на ул. Молодых Шахтёров и Павла Поповича (нынешние маршруты № 1 и 6).

### Маршруты по состоянию на1970 год
- 1 ДМЗ (Металлургический завод) — Железнодорожный вокзал
- 2 Ул. Красноармейская (Горсад) — Заводской рынок
- 3 Ул. Красноармейская (Горсад) — Завод имени Ленинского Комсомола Украины
- 4 Ул. Красноармейская (Горсад) — Просп. Панфилова (Смолянка)
- 5 Ул. Красноармейская (Горсад) — Ул. Кирова (Горбольница № 27)
- 6 ДМЗ — Ул. Экономическая (Ветка)
- 7 Ул. Кирова (Горбольница № 27) — Станция Рутченково
- 8 Ул. Красноармейская (Горсад) — Станция Рутченково
- 9 Ул. Горького (Пл. Дзержинского) — ПКТИ
- 10 ДМЗ — Путиловка (Киевский проспект)
- 11 Ул. Горького (Пл. Дзержинского) — Пл. Будённого
- 12 Ул. Горького (Пл. Дзержинского) — Станция Мушкетово
- 13 Ул. Красноармейская (Горсад) — Ул. Ломоносова (Комсомольское)
- 14 Ул. Горького (Пл. Дзержинского) — Объединённый (Ул. Большая Магистральная)
- 15 Пл. Будённого — Шахта № 12/18 имени газеты «Правда»

В 1971 году демонтировано ответвление на Путиловку (правый поворот после Ветки по ул. Полиграфической) в связи с закрытием маршрута № 10 (образца 1935—1971 года). 1 мая 1972 года линия от станции Рутченково продлена до ул. Петровского (продлены № 7,8), а уже 5 ноября 1972 года появился новый 16 маршрут, ходивший по вновь построенному отрезку от ул. Петровского до Хлопчатобумажного комбината: «ул. Кирова — Хлопчатобумажный комбинат», маршрут № 7 стал не нужным. Также эпизодически использовались короткие маршруты № 2, 12 и 13.

### Маршруты по состоянию на1976 год
- 1 ДМЗ — Железнодорожный вокзал
- 3 Ул. Красноармейская — Завод имени Ленинского Комсомола
- 4 Ул. Красноармейская — Пр. Панфилова
- 5 Ул. Красноармейская — ул. Кирова
- 6 ДМЗ — ул. Экономическая (Детсанаторий)
- 8 Ул. Красноармейская — ул. Петровского
- 9 Ул. Горького — ПКТИ
- 11 Ул. Горького — Пл. Будённого
- 14 Ул. Горького — Ул. Большая Магистральная
- 15 Пл. Будённого — Шахта имени Газеты «Правда»
- 16 ул. Кирова — Просп. Кобзаря (Хлопчатобумажный комбинат)

4 ноября 1982 года был открыт трамвайный маршрут № 10 «ул. Горького — микрорайон Восточный». Маршрут получил свой номер вместо закрытого ещё в 1971 году, связывающего центр города с Путиловкой. Маршрут № 11 стал коротким вариантом № 10. В эти же годы появился эпизодический маршрут № 17 «пр. Панфилова — ул. Петровского».

### Маршруты по состоянию на1992 год
- 1 ДМЗ — Железнодорожный вокзал
- 3 Ул. Красноармейская — Завод имени Ленинского Комсомола
- 4 Ул. Красноармейская — Пр. Панфилова
- 5 Ул. Красноармейская — Ул. Кирова
- 6 ДМЗ — Ул. Экономическая
- 8 Ул. Красноармейская — Ул. Петровского
- 9 Ул. Горького — ПКТИ
- 10 Ул. Горького — Микрорайон «Восточный»
- 11 Ул. Горького — Пл. Будённого
- 14 Ул. Горького — Ул. Большая Магистральная
- 15 Пл. Будённого — Шахта имени Газеты «Правда»
- 16 Ул. Кирова — Пр. Кобзаря
- 17 Ул. Петровского — Пр. Панфилова

С 4 ноября 1982 года трамвайная сеть не менялась, после № 17 новых маршрутов не добавлялось.

### Маршруты по состоянию после2014 года
Данные работы электротранспорта на 26.02.2015:
```
1.Трамвайное депо № 3
— трамвайный маршрут № 1 — разрушена инфраструктура маршрута (планируется восстановление при поступлении материала);
— трамвайный маршрут № 6 — введён в связи повреждением маршрута № 1;
— трамвайные маршруты № 9, 10, 15 — движение осуществляется по всей длине маршрута.
2. Трамвайное депо № 4:п
— трамвайные маршруты № 3, 4, 5, 8 — движение осуществляется по всей длине маршрута;
— трамвайный маршрут № 16 — движение осуществляется до улицы Петровского.
```

27 марта 2015 года после ремонтно-восстановительных работ контактной сети и трамвайного полотна, восстановлена работа трамвайного маршрута № 16 до остановки «просп. Кобзаря».
25 апреля 2016 года восстановлен трамвайный маршрут № 1 от остановки «ул. Экономическая» до остановки «Ж/Д вокзал».

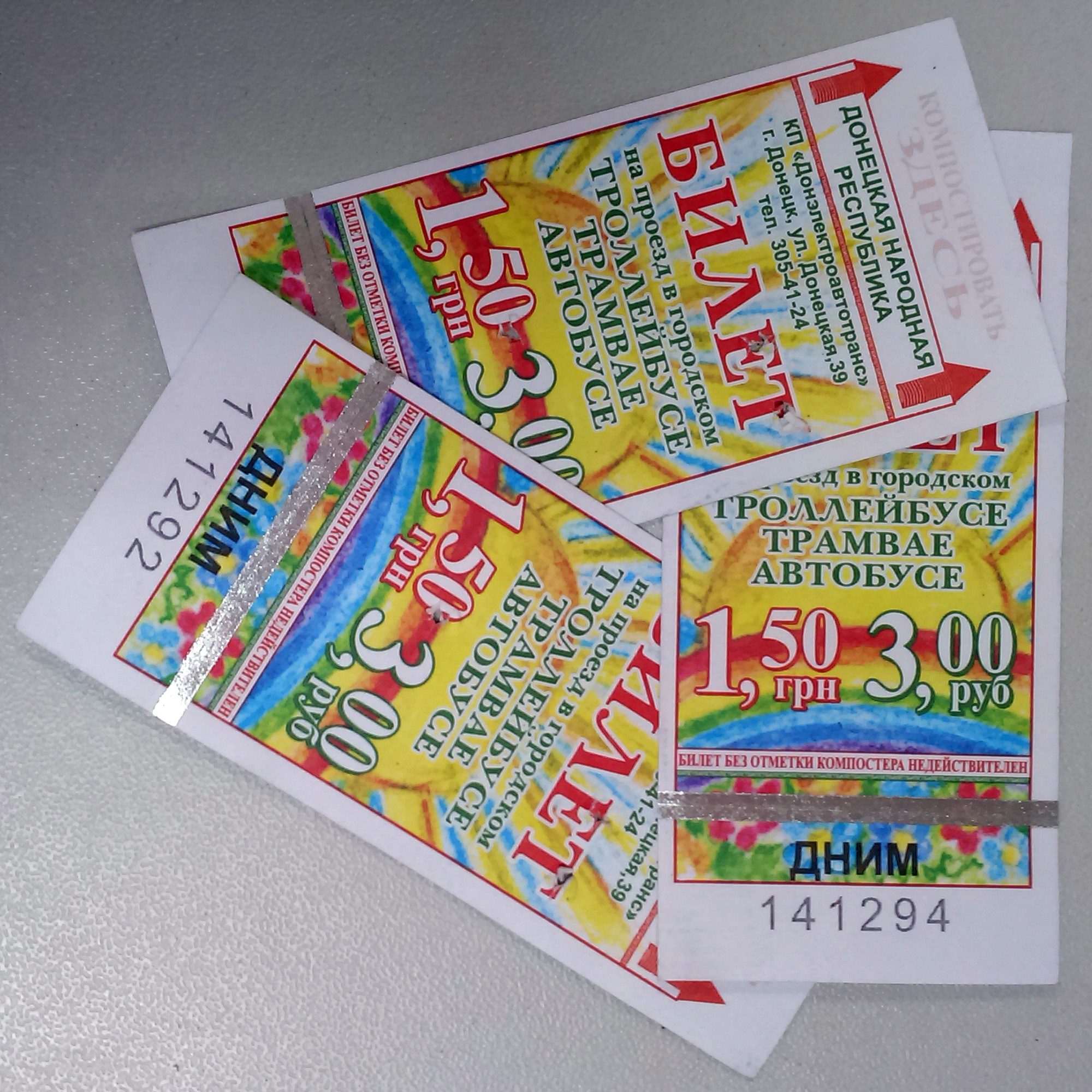
Билет на проезд в городском трамвае, троллейбусе, 2015 год.

С марта 2022 года, в связи с ужесточением боевых действий, трамвайный маршрут № 1 вновь остановлен, вагоны переведены на маршрут № 6. Также сокращены маршруты № 8 и 16 до ост. «ЖД станция Рутченково».
В октябре 2023 года движение по маршрутам № 8 и 16 восстановлено до ост. «Ул. Петровского».
| год  | количество трамваев | трамвайные пути, км |
| ---- | ------------------- | ------------------- |
| 1928 | 8                   | 11,0                |
| 1931 | 40                  | 27,5                |
| 1938 | 105                 | 70                  |
| 1940 | 126                 | 86,4                |
| 1944 | 87                  | 39,7                |
| 1951 | 97                  | 65,7                |
| 1958 | 180                 | 89,1                |
| 1967 | 324                 | 98,5                |
| 2008 | 200                 | 130,5               |

## Подвижной состав
В настоящее время маршруты обслуживаются 169 вагонами типа:
- Tatra T3SU (58 вагонов из 256) с 1967 года,
- Tatra T6B5 (6 вагонов, все отставлены от эксплуатации) с 2003 года,
- Tatra T3A (3 вагона, все отставлены от эксплуатации) с 2014 года,
- К-1 (7 вагонов из 28) с 2003 года,
- ЛМ-2008 (1 вагон, отставлен от эксплуатации) с 2010 года,
- МТВ-82 (1 вагон) c 1947 года, прошёл КР в 2003 году,
- ГС 4 (1 вагон) с 1963 года, прошёл КР в 1998 году.
- Tatra T3 ДТ-1 ДОН (1 вагон, отставлен от эксплуатации) с 2018 года,

Ранее были также:
- 2-осные моторные Х+М (99 вагонов) в 1928—1972 — Мытищинского завода (46 вагонов, поступали до 1938 года), Киевского завода имени Домбаля (34 вагона, поступали в 1932—1940) и Усть-Катавского завода (поступали в 1938—1941),
- 2-осные прицепные Х+М (69 вагонов) в 1928—1972 — Мытищинского завода (34 вагонов) и Киевского завода имени Домбаля (19 вагонов) и Усть-Катавского завода,
- 4-осные моторные (2 вагона) в 1932—1955,
- 4-осные прицепные (10 вагонов) в 1949—1963,
- КТМ-1/КТП-1 (28/28 вагонов) в 1949—1973,
- МТВ-82 (31 вагон) в 1955—1979,
- Gotha T59/B59 (23/23 вагона) в 1959—1981,
- Gotha T2-62/B2-62 (57/57 вагонов) в 1962—1981.

## В филателии
В июле 2018 года «Почта Донбасса» (Донецкая Народная Республика) ввела в обращение почтовый блок и конверты, посвященные 90-летию донецкого трамвая. В блок входят четыре почтовых марки отображающих основные типы донецких трамваев разных лет: «Трамвайный вагон серии Х, 1932», «Трамвайный вагон МТВ-82, 1955», «Трамвайный вагон „Tatra“ Т3, 1967» и «Проект Первого трамвая ДНР, 2018».